# Miriam Andersén
Miriam Alvilda Andersén, född Hallerdt 27 november 1968 i Gustav Adolfs församling i Sundsvall, är en svensk sångare, musiker och riksspelman. Hon studerade medeltidsmusik med sång som huvudinstrument och gotisk harpa som biinstrument på Schola Cantorum Basiliensis åren 1993-1997. Hon är verksam som frilansmusiker och medlem i ensemblerna Belladonna, Sarband, Leones och The Early Folk Band.
Miriam Andersén är dotter till Björn och Margareta Hallerdt och dotterdotter till Åke Esbjörnsson.

## Diskografi i urval
- Mon souverain desir (Virgin Veritas 1998), Ensemble Gilles Binchois
- Hildegard von Bingen und Birgitta von Schweden (Raumklang 1998), Les Flamboyants
- Danse Gothique – Music by Satie & Machaut (Jaro / Radio Bremen 2000), Sarband
- Die tenschen morder – Meister Rumelant, minnesinger at the Danehof court 1287 (Classico 2000), Alba
- Jt barn er fød – Old Yuletide Songs from Scandinavia (Classico 2001), Alba
- Sabbatum (Beg the Bug Records 2002), Rondellus
- Northerne Wynde – Music of Walter Frye (marc aurel edition / WDR 3), Ferrara Ensemble
- Media vita in morte sumus (Raumklang 2004), Ioculatores
- Kvasirs blod (Classico 2006), Esk
- Thomas Stolzer (1485-1526): Psalm Motets (Musikproduktion Dabringhaus und Grimm / WDR 3 2006), Josquin Capella
- Vox feminae – Female Paths to Spirituality (Sarband special edition 2007), Sarband
- David Lang: The Little Match Girl Passion (Harmonia Mundi 2009), Theatre of Voices
- Corps femenin – L'avant-garde de Jean Duc de Berry (Arcana 2010), Ferrara Ensemble
- Stories – Berio and friends (Harmonia Mundi 2011), Theatre of Voices
- Chantarai d'aquestz Trobadors –  Belladonna live at Montalbâne 25.6.2006 (Talanton Records 2011)
- Northlands – ballads and dance tunes (ahalani-records/Deutschlandradio 2012), The Early Folk Band
- Estote fortes in bello – Jacques Arcadelt Sacred Works (cpo 2012), Josquin Capella
- The Cosmopolitan – songs by Oswald von Wolkenstein (Christophorus 2014), Ensemble Leones
- Skånska spelkvinnor - Forgotten Female Fiddlers (Nordic Tradition 2022), Kvinnolåt: Rynefors & Andersén

## Priser och utmärkelser
- 2007 – riksspelman med Zornmärket i silver för "klangfullt spel på kohorn"
- 2008 – German World Music Awards med Sarband
- 2010 – Grammy Award för "Best Small Ensemble Performance" med Theatre of Voices